# Maja Vidmar
Maja Vidmar, née en 1985, est une grimpeuse slovène. Elle a été la huitième femme à atteindre le niveau 8c, en enchaînant Osapski pajek à Osp, en Slovénie en 2006.

## Palmarès

### Championnats du monde
Très précoce, Maja Vidmar remporte une médaille d'argent  aux championnats du monde junior. Elle décroche ensuite deux médailles de bronze, aux championnats du monde d'escalade 2007  et aux championnats du monde d'escalade 2009 , en épreuve de difficulté.
| Date       | Final | Catégorie | Année | Organisateur | Pays     | Lieu           |
| ---------- | ----- | --------- | ----- | ------------ | -------- | -------------- |
| 19/09/2003 | 02    | junior    | 2003  | UIAA         | Bulgarie | Veliko Tarnovo |
| 17/09/2007 | 03    |           | 2007  | IFSC         | Espagne  | Aviles         |
| 30/06/2009 | 03    |           | 2009  | IFSC         | Chine    | Qinghai        |

### Coupe du monde d'escalade
Maja Vidmar endosse une médaille pour cinq coupes du monde : elle a remporté la coupe du monde 2007  en épreuve de difficulté. Elle porte également, dans la même discipline, les 
médailles d'argent pour les coupes 2005  et 2009  et la médaille de bronze en 2006 .
Elle porte également celle de bronze  pour la coupe de bloc en 2009.
| Date       | Place | Final | Catégorie             | Année | Organisateur | Pays     | Lieu      |
| ---------- | ----- | ----- | --------------------- | ----- | ------------ | -------- | --------- |
| 02/11/2007 | 01    | 01    | difficulté            | 2007  | IFSC         | France   | Valence   |
| 11/07/2007 | 01    | 01    | difficulté et vitesse | 2007  | IFSC         | France   | Chamonix  |
| 11/08/2007 | 01    | 01    | difficulté et vitesse | 2007  | IFSC         | Chine    | Qinghai   |
| 17/11/2007 | 01    | 01    | difficulté            | 2007  | IFSC         | Slovénie | Kranj     |
| 28/09/2007 | 01    | 01    | difficulté et vitesse | 2007  | IFSC         | Belgique | Puurs     |
| 13/10/2007 | 01    | 01    | difficulté            | 2007  | IFSC         | Japon    | Kazo      |
| 08/08/2009 | 01    | 02    | difficulté            | 2009  | IFSC         | Espagne  | Barcelone |
| 22/10/2005 | 01    | 02    | difficulté et vitesse | 2005  | UIAA         | Chine    | Shanghai  |
| 18/11/2006 | 01    | 03    | difficulté            | 2006  | UIAA         | Slovénie | Kranj     |
| 12/09/2008 | 01    | 11    | difficulté            | 2008  | IFSC         | Suisse   | Berne     |
| 26/09/2008 | 01    | 11    | difficulté et vitesse | 2008  | IFSC         | Belgique | Puurs     |

### Championnats d'Europe
Maja Vidmar a réalisé deux podiums à ces championnats : médaille de bronze  en 2006  et médaille d'argent  en 2008.
| Date       | Final | Année | Organisateur | Pays   | Lieu           |
| ---------- | ----- | ----- | ------------ | ------ | -------------- |
| 15/10/2008 | 02    | 2008  | IFSC         | France | Paris          |
| 29/06/2006 | 03    | 2006  | UIAA         | Russie | Iekaterinbourg |

### Coupe d'Europe
Maja Vidmar remporte la coupe d'Europe cadette 2000  et la médaille de bronze junior  en 2002.
| Date       | Place | Final | Catégorie | Année | Organisateur | Pays     | Lieu     |
| ---------- | ----- | ----- | --------- | ----- | ------------ | -------- | -------- |
| 28/10/2000 | 01    | 01    | cadette   | 2000  |              | Italie   | L'Aprica |
| 02/12/2000 | 01    | 01    | cadette   | 2000  |              | Slovénie | Kranj    |
| 23/11/2002 | 01    | 03    | junior    | 2002  |              | Slovénie | Kranj    |
| 27/11/2004 | 01    | 10    | junior    | 2004  |              | Slovénie | Kranj    |

### Autres compétitions internationales
| Date       | Place | Catégorie                          | Année | Organisateur | Pays   | Note            |  |
| ---------- | ----- | ---------------------------------- | ----- | ------------ | ------ | --------------- |  |
| 29/07/2005 | 02    | Masters                            | 2005  | UIAA         | France | Serre Chevalier |  |
| 08/09/2007 | 02    | Rock Masters                       | 2007  | UIAA         | Italie | Arco            |  |
| 06/09/2008 | 02    | Rock Masters                       | 2008  | UIAA         | Italie | Arco            |  |
| 19/07/2009 | 01    | Escalade aux Jeux mondiaux de 2009 | 2009  |              | Taïwan | Kaohsiung       |  |
| 29/07/2010 | 03    | Open International de difficulté   | 2010  |              | France | Briançon        |  |